# Nc17
nc17 è il primo studio album del gruppo rock canadese Treble Charger, pubblicato nel 1994.

## Il disco
La traccia Red è stata ripubblicata nell'album Maybe It's Me della band.
L'album è stato ripubblicato nel 1997 dalla Sonic Unyon.

## Tracce
Testi e musiche dei Treble Charger
1. 10th Grade Love - 4:04
2. In Your Way - 3:37
3. Trinity Bellwoods - 4:31
4. Dress - 3:28
5. Cubicle - 4:41
6. Popcorn Chicken - 1:37
7. Red - 5:10
8. Soaker - 3:54
9. Deception Made Simple - 4:18
10. Pilot Light - 4:44
11. Hint - 19:00

## Formazione
- Rosie Martin - basso, voce secondaria
- Greig Nori - chitarra, voce
- Morris Palter - batteria
- Bill Priddle - chitarra, voce